# Lyre River
Der Lyre River ist ein etwa 8 km langer Fluss im US-Bundesstaat Washington, der aus dem Lake Crescent im Olympic National Park entspringt und in die Juan-de-Fuca-Straße mündet. 
Die Indianer, die in der Gegend lebten, nannten den Fluss Singendes Gewässer und der erste Europäer vor Ort, Gonzalo López de Haro, taufte ihn 1790 auf den Namen Rio de Cuesta. Später wurde der Fluss River Lyre genannt, nachdem er durch Captain Henry Kellett 1847 kartographiert wurde.

## Lauf
Der Lyre River fließt ungefähr nach Nordwesten aus dem Lake Crescent heraus, empfängt zunächst das Wasser des June Creek und wendet sich an dem Punkt nach Norden, an welchem der Boundary Creek von links einmündet. Etwa 4,3 km oberhalb der Mündung stürzt der Fluss die Lyre River Falls hinunter, die den Fluss für aufwärts strebende Fische unpassierbar machen. Der Fluss setzt seinen Weg nach Norden fort, und bevor er ins Meer entwässert, münden noch der Susie Creek von links und schließlich der Nelson Creek von der rechten Seite her ein.

## Fischarten
Die ersten einigen hundert Meter des Flusses unterhalb des Lake Crescent sind Habitat für die im Lake Crescent endemische Unterart der Regenbogenforelle, Oncorhynchus mykiss irideus, die nirgendwo sonst gefunden wird. Unterhalb des Wasserfalles leben Cutthroatforellen (Oncorhynchus clarki) und Regenbogenforellen.

## Geschichte der Besiedlung
Der Stamm der Makah betrachtete den Lyre River als seine östliche Grenze, aber auch die Mitglieder der Klallam siedelten an dessen Lauf.
In den frühen 1890er Jahren hatte ein John Smith Rechte in Piedmont nach dem Heimstättengesetz geltend gemacht; John Hanson und seine Frau Mary Laeger Hanson meldeten ihre Ansprüche in der Nähe des Ausflusses aus dem Lake Crescent an. Von 1889 bis in die 1920er Jahre gab es eine Siedlung mit dem Namen Gettysburg, die an der östlichen Seite der Mündung lag und um 1910 eine Einwohnerzahl von 65 Personen, sowie ein Postamt hatte. Gettysburg war durch einen Mann namens Robert Getty als Holzfällersiedlung gegründet worden.
Heute befindet sich in der Nähe der Mündung ein durch das Washington Department of Natural Resources betriebener Campingplatz.